# Sadik Spahija
Sadik Spahija (ur. 1959 w Szkodrze) – albański rzeźbiarz.

## Życiorys
W 1983 ukończył studia w Akademii Sztuk w Tiranie (klasa Thomy Thomaia). Współpracował z Shabanem Hadërim przy tworzeniu monumentalnych rzeźb, które stanęły w Szkodrze (Heronjtë e vigut, Isa Boletini). W latach 1983-1989 pracował jako nauczyciel w liceum plastycznym w Szkodrze. Studia w zakresie sztuk plastycznych kontynuował w Paryżu. W 1989 rozpoczął pracę w macierzystej Akademii Sztuk, w 2008 objął funkcję dziekana wydziału sztuk pięknych na tej samej uczelni. Swoje prace artysta prezentował na wystawach w Tiranie, Korczy, Prisztinie, Barcelonie, Halle i w Berlinie. Prace Spahiji prezentowała także w 2015 Galeria Miejska BWA w Bydgoszczy.

## Twórczość

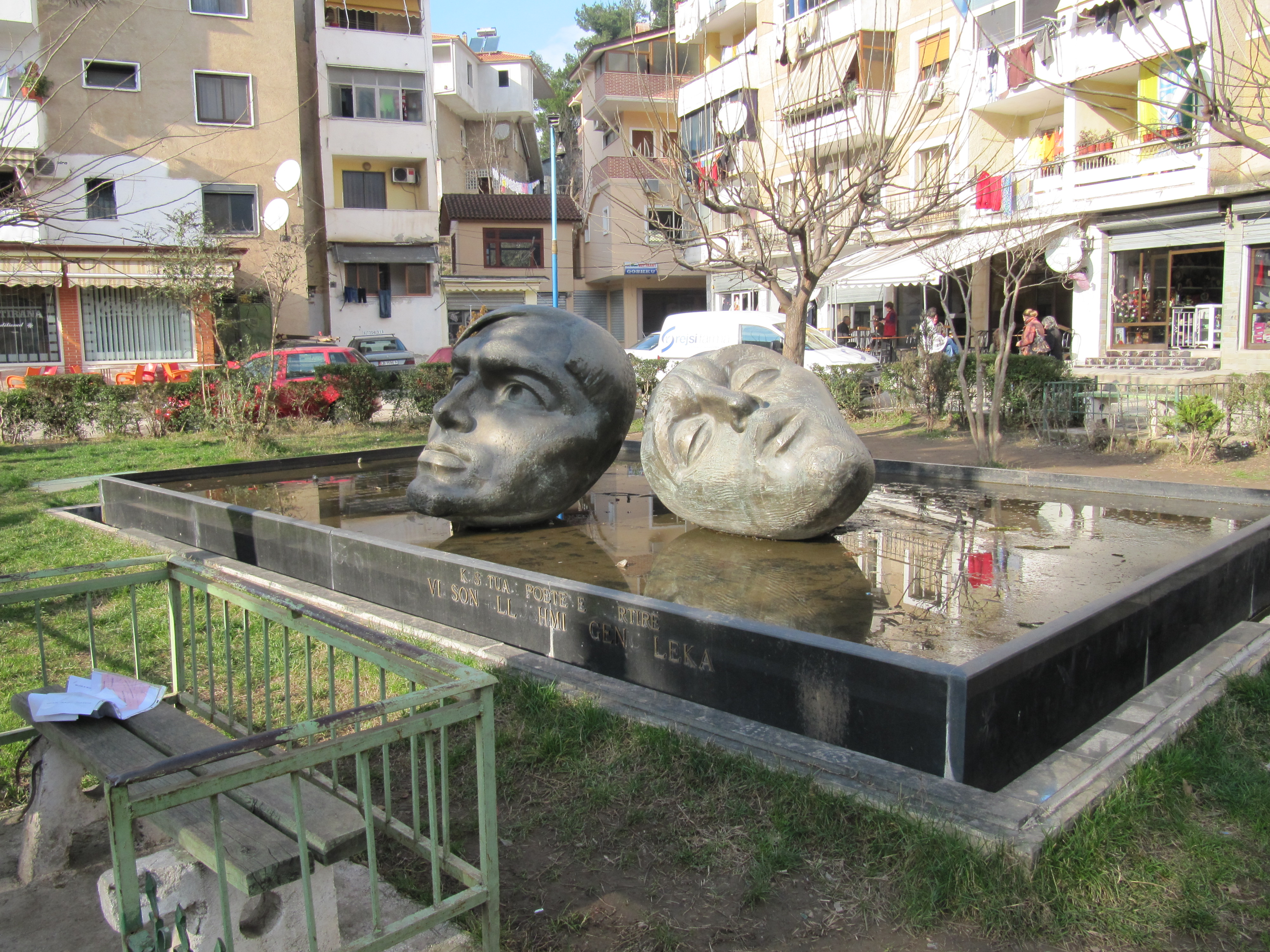
Pomnik Blloshmiego i Leki w Librazhdzie

Jest autorem licznych rzeźb stojących w miastach Albanii. Jego dziełem jest pomnik upamiętniający wydarzenia 2 kwietnia 1991 w Szkodrze, a także pomnik w Librazhdzie upamiętniający śmierć Vilsona Blloshmiego i Genca Leki. W Peshkopii znajduje się pomnik Skanderbega dłuta Spahiji oraz pomniki Elezs Isufiego i Nikollë Kaçorriego. W 2018 w budynku parlamentu odsłonięto popiersie Pjetera Arbnoriego, dłuta Spahiji.

## Nagrody i wyróżnienia
Artysta został kilkakrotnie wyróżniony prestiżową Nagrodą Onufriego (1994, 1996), a także Nagrodą Kult (2018). W 2007 otrzymał Order Naima Frashëriego.